# تامر حسن
تامِر حسن (انگلیسی: Tamer Hassan؛ زادهٔ ۱۸ مارس ۱۹۶۸) بازیگر اهل بریتانیا است. خانوادهٔ وی اصالتاً از ترک‌های قبرس بوده‌اند.
از فیلم‌ها یا برنامه‌های تلویزیونی‌ای که او در آن‌ها نقش داشته است می‌توان به ۷ ثانیه، بدل، خونریزی، اربابان آهنین، بچه کلسیم و کسب‌وکار اشاره کرد.